# Paulina Brzeźna-Bentkowska
Paulina Agata Brzeźna-Bentkowska (ur. 10 września 1981 w Środzie Śląskiej) – polska kolarka szosowa. Reprezentantka Polski na Letnich Igrzyskach Olimpijskich 2008. Wielokrotna medalistka Mistrzostw Polski w kolarstwie szosowym.
10 sierpnia 2008 zajęła 8. miejsce w wyścigu ze startu wspólnego podczas letnich igrzysk olimpijskich w Pekinie. Był to wówczas najlepszy wynik w historii startów Polek w wyścigach kolarstwa szosowego na letnich igrzyskach olimpijskich.

## Kariera
Wielokrotnie startowała w mistrzostwach świata w kolarstwie szosowym. Jej największym sukcesem w tych zawodach było zajęcie 17. miejsca w wyścigu elity kobiet w 2009 i 10. miejsce w wyścigu elity kobiet w 2012.
Ponadto wielokrotnie brała udział w wieloetapowych wyścigach kolarskich. Najlepszy wynik osiągnęła w 2006, gdy zajęła trzecie miejsce w klasyfikacji generalnej kobiecego Tour de Pologne. Kilkukrotnie stawała także na podium pojedynczych etapów tego typu wyścigów.
Wielokrotnie zdobywała medale Mistrzostw Polski kobiet w kolarstwie szosowym. W 2001 zdobyła brąz w wyścigu indywidualnym ze startu wspólnego. W 2004 była druga w wyścigu indywidualnym ze startu wspólnego. W 2005, w wyścigu indywidualnym ze startu wspólnego, zdobyła swój pierwszy tytuł mistrzyni Polski. Rok później w tym samym wyścigu zajęła drugie miejsce, przegrywając z Mają Włoszczowską. Zdobyła wówczas również swój pierwszy medal mistrzostw Polski w jeździe indywidualnej na czas, gdzie zajęła 3. pozycję. W 2008 zdobyła srebrny medal w jeździe indywidualnej na czas i złoty medal w wyścigu indywidualnym ze startu wspólnego. W 2009 była druga w jeździe indywidualnej na czas i trzecia w wyścigu indywidualnym ze startu wspólnego. W 2010 zdobyła srebrny medal w jeździe indywidualnej na czas. W 2011 zdobyła srebrny medal w wyścigu indywidualnym ze startu wspólnego. W 2012 została wicemistrzynią Polski w wyścigu indywidualnym ze startu wspólnego. W 2013 zdobyła wicemistrzostwo Polski w wyścigu indywidualnym ze startu wspólnego i brązowy medal mistrzostw Polski w jeździe indywidualnej na czas, w 2015 brązowy medal mistrzostw Polski w wyścigu indywidualnym ze startu wspólnego. Ponadto trzykrotnie została mistrzynią Polski w jeździe drużynowej na czas (2011, 2013, 2014), dwukrotnie mistrzynią Polski w jeździe parami (2013 i 2014 - w obu startach z siostrą Moniką Brzeźną), raz wicemistrzynią Polski w jeździe drużynowej na czas (2012), raz wicemistrzynią Polski w jeździe parami (2011 - z Pauliną Guz). Wielokrotnie zdobywała medale górskich mistrzostw Polski w kategoriach seniorów (złoto w 2001, 2002, 2006, 2012, 2014 i 2015, srebro w 1997 i 1999, brąz w 2010) oraz juniorów i mistrzostw Polski w kolarstwie szosowym w kategorii juniorów.

## Odznaczenia i wyróżnienia
- Honorowy obywatel Środy Śląskiej (2010)[21] i Sobótki (2012)[22][23].
- Brązowy Krzyż Zasługi (2021)[24]

## Życie prywatne
24 października 2009 w Kościele pw. Wniebowzięcia NMP w Olesznej wzięła ślub z Pawłem Bentkowskim, byłym polskim kolarzem.
Jest absolwentką Akademii Wychowania Fizycznego we Wrocławiu i Akademii Bydgoskiej. Jej wujkiem jest były kolarz, Jan Brzeźny. Kolarstwo uprawia także jej siostra Monika Brzeźna.